# لومه
لومه (به فرانسوی: Lomé) پایتخت کشور توگو در غرب آفریقا و از شهرهای گردشگری است.

## تاریخچه
لومه در سده هیجدهم میلادی توسط مردم قوم اِوِه بنیاد شد و تا سال ۱۸۹۷ روستایی کوچک بود، چندی به پایتختی مستعمره آلمان برگزیده شد. تا اینکه در ۱۹۱۹ لومه به زیر فرمان فرانسه درآمد. با استقلال یافتن توگو در سال ۱۹۶۰ از این پس لومه به صورت یک بندر گسترش یافته درآمد.
هتل‌های جدید و دانشگاه توگو در آن ساخته شد.

## جغرافیا
شهر لومه بر کرانه خلیج گینه قرار دارد.

## جمعیت
لومه ۸۳۷ هزار نفر جمعیت دارد

## ورزش
بیشتر افراد معروف این شهر فوتبالیست هستند.

## ارتباطات
این شهر فرودگاه بین‌المللی، بزرگراه‌ها و راه‌آهن دارد که شهر را با شهرهای عمدهٔ ساحلی و داخلی متصل کرده‌است.

## اقتصاد
فراورده‌های عمده این شهر کاکائو، قهوه، روغن نخل است و دارای پالایشگاه می‌باشد.

## نگارخانه
|  |  |  |

## شهرهای خواهر
- تایپه، تایوان
- بی‌سیتی، میشیگان، ایالات متحده